# Microcebus griseorufus
El lémur ratón gris rojizo (Microcebus griseorufus) es una especie de primate estrepsirrino, perteneciente a la familia Cheirogaleidae que se encuentra en la parte occidental de Madagascar en una zona próxima a la Reserva Natural de Beza Mahafaly, al norte de Lamboharana.